# Tipula (Formotipula) tjederana
Tipula (Formotipula) tjederana is een tweevleugelige uit de familie langpootmuggen (Tipulidae). De soort komt voor in het Oriëntaals gebied.